# 耶稣圣心堂 (胡志明市)

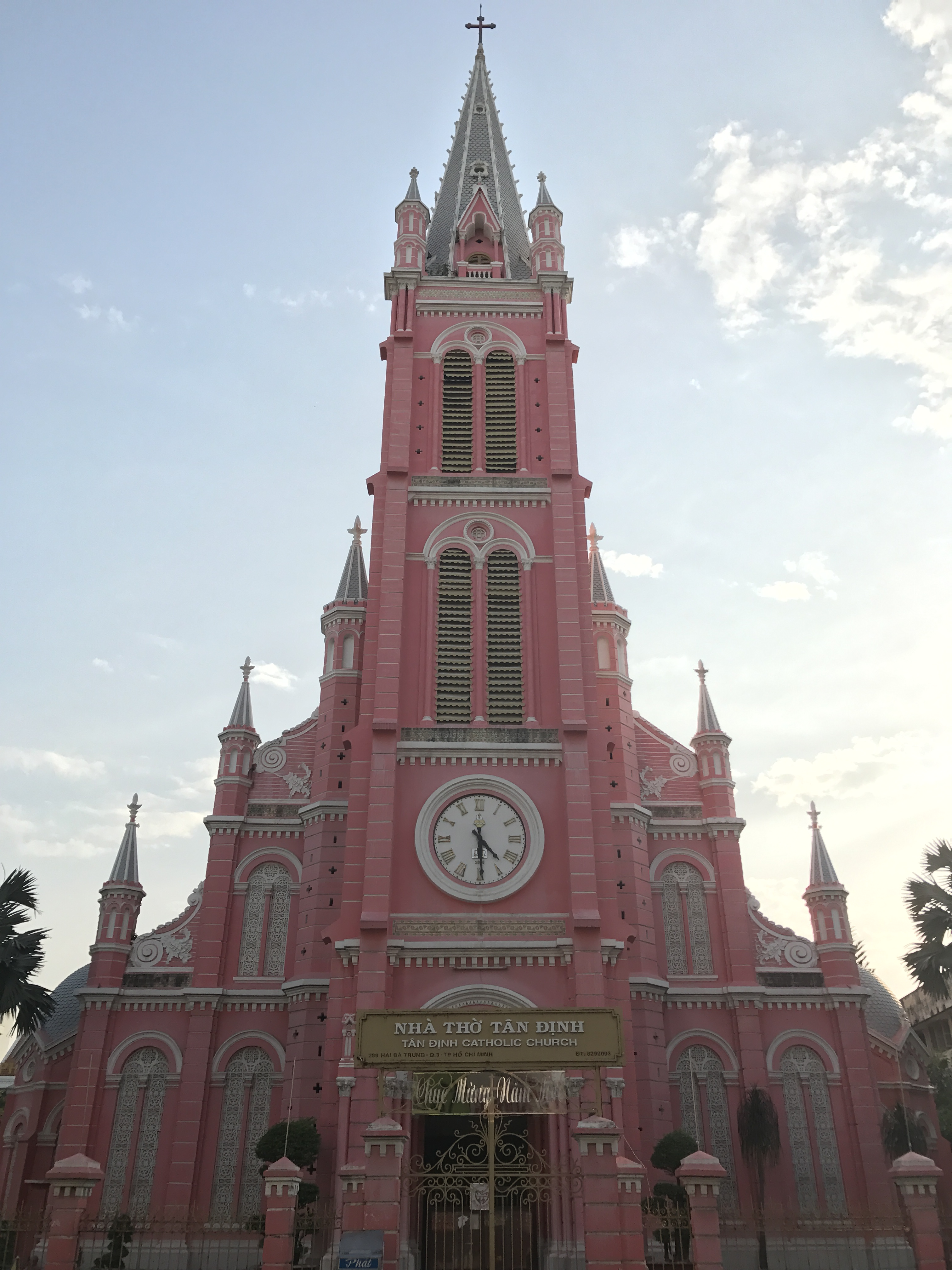
圣心堂

耶稣圣心堂（越南语：Nhà thờ Tân Định，新定教堂）是一座罗马天主教教堂，位于越南胡志明市第三郡二征街289号。它属于天主教胡志明市总教区，建于20世纪初法国殖民时期，当时越南是法属印度支那的一部分。 
耶稣圣心堂是胡志明市第二大教堂，仅次于第一郡的西貢聖母聖殿主教座堂。